# ذاكرة الدار البيضاء
جمعية ذاكرة الدار البيضاء Casamémoire هي جمعية خيرية مكرسة لتعزيز المعمارية التراثية من القرن العشرين في مدينة الدار البيضاء المغربية وللحفاظ عليها.
تأسست الجمعية عام 1995 في أعقاب تدمير فيلا المقري التي صممها ماريوس بوياي، وذلك في خضم اللامبالاة العامة عند أصحاب القرار في المدينة. مبادئ الجمعية هي تعزيز وعي العموم وأصحاب القرار في السياسة والمجتمع وكذلك تثمين التراث المعماري للمدينة عن طريق ترميم المباني وإصلاحها.
تنظم جمعية ذاكرة الدار البيضاء منذ 2009 أيام التراث وهي ثلاثة أيام في السنة يقدم خلالها المرشدون المتطوعون زيارات لاستكشاف التحف المعمارية في العاصمة الاقتصادية بالمجان.

## رؤساء
- 1995 - 1998: أمينة العلوية، معمارية
- 1998 - 2003: رشيد الأندلسي، معماري
- 2003 - 2006: مصطفى شكيب، معماري
- 2006 - 2012: عبد الرحيم قصو، معماري
- 2012 - 2019: رشيد الأندلسي، معماري
- 2019 - الحاضر: رابعة الرضاوي [3]

## روابط خارجية
- Casamémoire، الموقع الرسمي.